# دنيس ك. تشيسني
دنيس ك. تشيسني (بالإنجليزية: Dennis K. Chesney)‏ هو عالم فلك أمريكي، ولد في 1948 في كلوفيس في الولايات المتحدة.